# Trachyspermum hanotei
Trachyspermum hanotei är en flockblommig växtart som först beskrevs av Braun-blanq. och René Charles Maire, och fick sitt nu gällande namn av Minosuke Hiroe. Trachyspermum hanotei ingår i släktet ajowaner, och familjen flockblommiga växter. Inga underarter finns listade i Catalogue of Life.